# Зоны охраны охотничьих ресурсов
Зоны охраны охотничьих ресурсов — специальные зоны внутри закрепленных или общедоступных охотничьих угодий, созданные в соответствии с федеральным законом от 24.07.2009 № 209-ФЗ "Об охоте и о сохранении охотничьих ресурсов..." в целях сохранения охотничьих ресурсов, в которых их использование ограничивается.
Границы зоны охраны охотничьих ресурсов обозначаются на местности специальными информационными знаками, на которых содержатся сведения о вводимых в целях охраны охотничьих ресурсов ограничениях охоты, названии охотничьего угодья (иной территории), где устанавливается зона охраны охотничьих ресурсов.        
Специальные информационные знаки устанавливаются по периметру границ зоны охраны охотничьих ресурсов, на въездах (выездах) в зону охраны охотничьих ресурсов, в местах предполагаемого проезда (прохода) людей, а также внутри зон охраны охотничьих ресурсов. 
Создание в охотничьих угодьях зон охраны охотничьих ресурсов относится к биотехническим мероприятиям, проводимым в целях предотвращение гибели охотничьих ресурсов, а также является элементом организации внутрихозяйственного охотустройства и частью схемы использования и охраны охотничьего угодья, определяющей мероприятия по сохранению охотничьих ресурсов и среды их обитания и созданию охотничьей инфраструктуры.